# 누바산맥

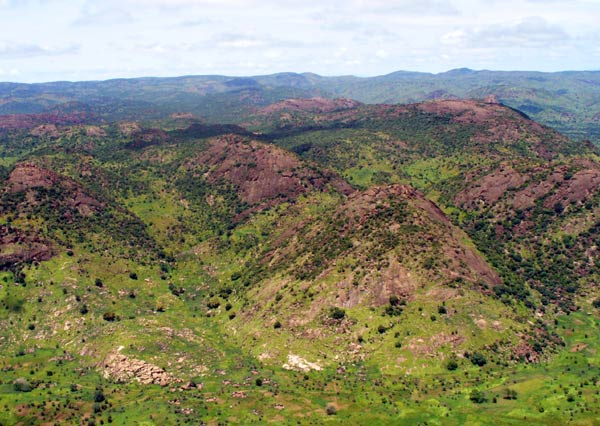
누바 산맥

누바산맥(Nuba山脈) 또는 누바 구릉은 수단 남쿠르두판주에 위치한 산악지대이다. 최대 150만 명의 사람이 살고 있으며 대부분 누바인으로 총칭되는 다양한 원주민족들이고 소수 바까라 아랍인도 있다.